# Saxifraga nakaoi
Saxifraga nakaoi är en stenbräckeväxtart som beskrevs av Siro Kitamura. Saxifraga nakaoi ingår i Bräckesläktet som ingår i familjen stenbräckeväxter. Inga underarter finns listade i Catalogue of Life.